# 周詠
周詠（1533年—1595年），字思養，號樂軒，河南開封府延津县史良村人，明朝政治人物，同進士出身。

## 生平
嘉靖三十七年（1558年）戊午科河南鄉試第三十五名舉人。嘉靖四十一年（1562年）中式壬戌科會試第一百八十四名，三甲第五十七名進士。授魏縣知縣。四十四年十一月选授福建道試御史，隆慶元年（1567年）巡按山西，二年巡按直隶，丁忧归。
萬曆元年（1573年）五月復除福建道御史，二年八月監武舉會試，又巡视京营，三年三月升太仆寺少卿，四年三月升大理寺右少卿，五年闰八月进左少卿，十月升都察院右僉都御史、巡撫遼東，六年五月以斩获功升右副都御史，十年五月升兵部右侍郎兼右僉都御史、巡撫如故，十一月升兵部左侍郎兼右僉都御史、總督薊遼保定，十一年六月升右都御史兼兵部右侍郎，照舊總督，九月以勘劉台贓，扶同虛捏，為給事中戴光啓所劾，黜職为民，後冠帶閑住。
萬曆二十九年（1601年）十月准復原職。

## 家族
曾祖周鑑，壽官；祖父周鼎，典膳；父周宜，典膳。前母楊氏；母韓氏。慈侍下。兄周讓，监生；周訥。弟周谠、周諗、周詵、周诩、周護、周託、周試。